# アントン・イェルチン
アントン・ヴィクトロヴィッチ・イェルチン（英: Anton Viktorovich Yelchin、露: Антон Викторович Ельчин、1989年3月11日 - 2016年6月19日）は、アメリカ合衆国の俳優。ソビエト連邦でロシア系ユダヤ人の家庭に生まれ、生後6ヶ月で両親と共にアメリカに移住した。子役としてキャリアをスタートした。

## 来歴
ソビエト連邦ロシア連邦共和国レニングラード（現在のサンクトペテルブルク）に生まれる。フィギュアスケートのペアとして国民的人気があった両親は、ユダヤ人であることを理由に1972年札幌オリンピックへの出場を認められなかったとされている。1989年9月、一家は難民としてアメリカへ移住した。
4歳で演技に強い興味を示し、ロサンゼルスのマグネット・スクールで演技を学ぶ。2007年、南カリフォルニア大学へ入学。
9歳で活動を開始。2001年にアンソニー・ホプキンスと共演した『アトランティスのこころ』で広く知られるようになり、ヤング・アーティスト賞主演男優賞を受賞したほか、ロバート・デニーロ主演『15ミニッツ』、モーガン・フリーマン主演『スパイダー』などに出演。テレビではSCI FIのミニシリーズ『TAKEN』などいくつかのシリーズに出演し、『HUFF〜ドクターは中年症候群』ではハンク・アザリア演じる主人公の息子を演じた。
その後、グリフィン・ダン監督『Fierce People』、デイヴィッド・ドゥカヴニー初監督作『最高のともだち』、ニック・カサヴェテス監督『アルファ・ドッグ 破滅へのカウントダウン』、ジョン・ポール監督『チャーリー・バートレットの男子トイレ相談室』に主演。さらに2009年には、『スター・トレック』のパヴェル・チェコフ役、『ターミネーター4』のカイル・リース役とサマームービーの大作に相次いで出演し、『ピープル』誌の「最も美しい人100人」に選出された。
2016年6月19日、リハーサルの時間にも姿を現さなかったことから午前1時頃に友人たちが自宅を訪れたところ、自分の車と門に取り付けられた郵便受けの間に挟まれて死亡しているのを発見された。27歳没。車のエンジンはかかっていてギアがニュートラルになっており、またアントンの家から門までは急な坂道になっており、何らかの理由でエンジンを切らずに門の方へ向かったところ、坂を自然に下ってきた車に押し潰されてしまったと考えられている。遺作となったのは2週間前にクランクアップした『サラブレッド』。

## 私生活
アコースティック音楽が好きで、自身のバンドではギターとピアノを演奏していた。

## 主な出演作品

### 映画
| 公開年 | 邦題 原題                                                     | 役名                               | 備考                    |
| ------ | ------------------------------------------------------------- | ---------------------------------- | ----------------------- |
| 2000   | ピノキオとゼペット Geppetto                                   |                                    | テレビ映画              |
| 2001   | 15ミニッツ 15 Minutes                                         | 燃えるビルの中の少年               |                         |
| 2001   | スパイダー Along Came a Spider                                | ディミトリ                         |                         |
| 2001   | アトランティスのこころ Hearts in Atlantis                     | ボビー・ガーフィールド（少年時代） |                         |
| 2004   | 最高のともだち House of D                                     | トミー                             |                         |
| 2007   | アルファ・ドッグ 破滅へのカウントダウン Alpha Dog             | ザック                             |                         |
| 2008   | チャーリー・バートレットの男子トイレ相談室 Charlie Bartlett   | チャーリー・バートレット           |                         |
| 2009   | ニューヨーク、アイラブユー New York, I Love You               | 公園の若者                         |                         |
| 2009   | スター・トレック Star Trek                                    | パヴェル・チェコフ                 |                         |
| 2009   | ターミネーター4 Terminator Salvation                          | カイル・リース                     |                         |
| 2010   | 誰かが私にキスをした Memoirs of a Teenage Amnesiac            | エース・ザッカーマン               |                         |
| 2011   | 今日、キミに会えたら Like Crazy                               | ジェイコブ                         |                         |
| 2011   | YOU and i You and I                                           | エドワード                         |                         |
| 2011   | それでも、愛してる The Beaver                                 | ポーター・ブラック                 |                         |
| 2011   | スマーフ The Smurfs                                           | クラムジー                         | 声の出演                |
| 2011   | フライトナイト/恐怖の夜 Fright Night                          | チャーリー・ブリュースター         |                         |
| 2013   | オンリー・ラヴァーズ・レフト・アライヴ Only Lovers Left Alive | イアン                             |                         |
| 2013   | コクリコ坂から From Up On Poppy Hill                          | Shun Kazama                        | 声の出演                |
| 2013   | スター・トレック イントゥ・ダークネス Star Trek Into Darkness | パヴェル・チェコフ                 |                         |
| 2013   | スマーフ2 アイドル救出大作戦! The Smurfs 2                    | クラムジー                         | 声の出演                |
| 2013   | オッド・トーマス 死神と奇妙な救世主 Odd Thomas                | オッド・トーマス                   |                         |
| 2014   | 君が生きた証 Rudderless                                       | クエンティン                       |                         |
| 2014   | 5時から7時の恋人カンケイ 5 to 7                               | ブライアン・ブルーム               |                         |
| 2014   | アナーキー Cymbeline                                          | クロートン                         |                         |
| 2014   | ゾンビ・ガール Burying the Ex                                 | マックス                           |                         |
| 2014   | ラスト・リベンジ Dying of the Light                           | ミルトン・シュルツ                 |                         |
| 2015   | アイヒマンの後継者 ミルグラム博士の恐るべき告発 Experimenter  | レンサラー                         |                         |
| 2015   | 約束の馬 Broken Horses                                        | ジェイコブ・ヘッカム               |                         |
| 2015   | ロスト・エリア 真実と幻の出逢う森 The Driftless Area          | ピエール                           |                         |
| 2015   | グリーンルーム Green Room                                     | パット                             | 日本公開は2017年2月11日 |
| 2016   | スター・トレック BEYOND Star Trek Beyond                      | パヴェル・チェコフ                 |                         |
| 2016   | ポルト Porto                                                  | ジェイク                           |                         |
| 2017   | クロッシング・マインド 消えない銃声 We Don't Belong Here      | マックスウェル・グリーン           |                         |
| 2017   | サラブレッド Thoroughbreds                                    | ティム                             |                         |

### テレビシリーズ
| 放映年    | 邦題 原題                                               | 役名                             | 備考                                       |
| --------- | ------------------------------------------------------- | -------------------------------- | ------------------------------------------ |
| 2000      | ER緊急救命室 ER                                         | ロビー・エデルスタイン           | 第6シーズン第13話「だれよりも君を愛す」    |
| 2002      | TAKEN Taken                                             | ジェイコブ・クラーク（少年時代） | 計2話出演                                  |
| 2002      | ザ・プラクティス ボストン弁護士ファイル The Practice    | ジャスティン・ランガー           | 計2話出演                                  |
| 2003      | WITHOUT A TRACE/FBI 失踪者を追え! Without a Trace       | ジョニー・アトキンス             | 第2シーズン第1話「消えたスクールバス」     |
| 2004      | ラリーのミッドライフ★クライシス Curb Your Enthusiasm    | スチュワート                     | 第4シーズン第3話「The Blind Date」         |
| 2004      | NYPDブルー NYPD Blue                                    | エヴァン                         | 第11シーズン第13話「Take My Wife, Please」 |
| 2004-2006 | HUFF〜ドクターは中年症候群 Huff                         | バード・ハフストッド             | 計25話出演                                 |
| 2006      | LAW & ORDER:犯罪心理捜査班 Law & Order: Criminal Intent | キース・テイラー                 | 第6シーズン第2話「愛してると言って」       |
| 2006      | クリミナル・マインド FBI行動分析課 Criminal Minds       | ネイサン・ハリス                 | 第2シーズン第11話「殺人衝動」              |